# ملكة جمال الدولية 2000
ملكة جمال الدولية 2000، هي نسخة مسابقة ملكة جمال الدولية الأربعين في تاريخ مسابقة ملكة جمال الدولية منذ انطلاقتها عام 1960، أقيمت مسابقة في 4 أكتوبر 2000 في قاعة كوسينينكين في طوكيو، اليابان. شهد هذا العام تنافس ستة وخمسين متسابقة من جميع أنحاء العالم للفوز باللقب، وفاز بها فيفيان اوردانيتا من فنزويلا.

## النتائج

### المراكز النهائية
| النتائج النهائية       | المتنافسة |
| ---------------------- | --- |
| ملكة جمال الدولية 2000 | - فنزويلا - فيفيان أوردانيتا |
| الوصيفة الأولى         | - كوريا - سون تاي يونغ |
| الوصيفة الثانية        | - روسيا - سفيتلانا غوريفا |
| نصف النهائي            | - كندا - أنجيليكي لاكوراس - كولومبيا - كارولينا كروز أوسوريو - جمهورية التشيك - ماركيتا سفوبودنا - فنلندا - كاتي نيركو - الهند - غاياتري جوشي - اليابان - كاناكو شيباتا - المكسيك - ليتيسيا موراي - سلوفاكيا - ميكايلا ستراهلوفا - السويد - غابرييل إليزابيث هاينبورغ - تونس - إسماهر لحمر - تركيا - هوليا كارانليك - أوكرانيا - يانا أناتوليفنا رازوموفسكا |

## الروابط الخارجية
- موقع ملكة جمال الدولية الرسمي